# فهرست کشورها بر پایه تولیدات کشاورزی

## ارزن
بر اساس گزارش فائو در سال ۲۰۱۸
|    | کشور                  | میزان تولید به تن سال ۲۰۱۸ |
| -- | --------------------- | -------------------------- |
| ۱  | هند                   | ۱۱٬۶۴۰٬۰۰۰                 |
| ۲  | نیجر                  | ۳٬۸۵۶٬۰۰۰                  |
| ۳  | سودان                 | ۲٬۶۴۷٬۰۰۰                  |
| ۴  | نیجریه                | ۲٬۲۴۰٬۰۰۰                  |
| ۵  | مالی                  | ۱٬۸۴۰٬۰۰۰                  |
| ۶  | چین                   | ۱٬۵۶۶٬۰۰۰                  |
| ۷  | بورکینا فاسو          | ۱٬۱۸۹٬۰۰۰                  |
| ۸  | اتیوپی                | ۹۸۳٬۰۰۰                    |
| ۹  | چاد                   | ۷۵۶٬۰۰۰                    |
| ۱۰ | سنگال                 | ۵۷۴٬۰۰۰                    |
| ۱۱ | پاکستان               | ۳۵۰٬۰۰۰                    |
| ۱۲ | تانزانیا              | ۳۲۷٬۰۰۰                    |
| ۱۳ | آمریکا                | ۳۲۶٬۰۰۰                    |
| ۱۴ | نپال                  | ۳۱۳٬۹۰۰                    |
| ۱۵ | میانمار               | ۲۴۷٬۸۰۰                    |
| ۱۶ | روسیه                 | ۲۱۷٬۰۰۰                    |
| ۱۷ | گینه                  | ۲۱۴٬۷۰۰                    |
| ۱۸ | اوگاندا               | ۲۱۰٬۰۰۰                    |
| ۱۹ | غنا                   | ۱۸۱٬۵۰۰                    |
| ۲۰ | کامرون                | ۱۰۴٬۰۰۰                    |
| ۲۱ | گامبیا                | ۹۸٬۸۹۴                     |
| ۲۲ | کنیا                  | ۸۳٬۵۵۰                     |
| ۲۳ | نامیبیا               | ۸۳٬۵۱۰                     |
| ۲۴ | اوکراین               | ۸۰٬۴۶۰                     |
| ۲۵ | کره شمالی             | ۷۸٬۴۸۶                     |
| ۲۶ | ساحل عاج              | ۶۴٬۱۶۹                     |
| ۲۷ | یمن                   | ۵۷٬۸۳۰                     |
| ۲۸ | آنگولا                | ۵۱٬۹۱۵                     |
| ۲۹ | سیرالیون              | ۴۴٬۶۳۰                     |
| ۳۰ | فرانسه                | ۴۰٬۹۱۴                     |
| ۳۱ | جمهوری دموکراتیک کنگو | ۴۰٬۸۰۷                     |
| ۳۲ | قزاقستان              | ۴۰٬۲۳۷                     |
| ۳۳ | زیمبابوه              | ۳۸٬۴۷۰                     |
| ۳۴ | استرالیا              | ۳۵٬۹۲۲                     |
| ۳۵ | زامبیا                | ۳۲٬۲۷۰                     |
| ۳۶ | مالاوی                | ۳۱٬۳۱۵                     |
| ۳۷ | بنین                  | ۲۶٬۱۴۳                     |
| ۳۸ | توگو                  | ۲۶٬۰۸۰                     |
| ۳۹ | اریتره                | ۲۳٬۹۲۱                     |
| ۴۰ | لهستان                | ۲۱٬۹۳۰                     |
| ۴۱ | روسیه سفید            | ۱۹٬۹۲۵                     |
| ۴۲ | ایران                 | ۱۷٬۵۷۳                     |
| ۴۳ | موزامبیک              | ۱۶٬۹۹۵                     |
| ۴۴ | گینه بیسایو           | ۱۴٬۷۸۸                     |
| ۴۵ | کنگو                  | ۱۴٬۲۲۷                     |
| ۴۶ | بنگلادش               | ۱۲٬۷۱۳                     |
| ۴۷ | افغانستان             | ۱۱٬۶۴۰                     |
| ۴۸ | اتریش                 | ۱۰٬۸۶۴                     |
| ۴۹ | آفریقای مرکزی         | ۱۰٬۱۳۷                     |

## برنج
|    | کشور       | میزان تولید به تن سال ۲۰۱۸ |
| -- | ---------- | -------------------------- |
| ۱  | چین        | ۲۱۴،۰۰۰،۰۰۰                |
| ۲  | هند        | ۱۷۲،۰۰۰،۰۰۰                |
| ۳  | اندونزی    | ۸۳،۰۰۰،۰۰۰                 |
| ۴  | بنگلادش    | ۵۶،۴۱۷،۰۰۰                 |
| ۵  | ویتنام     | ۴۴،۰۴۶،۰۰۰                 |
| ۶  | تایلند     | ۳۲،۱۹۲،۰۰۰                 |
| ۷  | میانمار    | ۲۵،۴۱۸،۰۰۰                 |
| ۸  | فیلیپین    | ۱۹،۰۶۶،۰۰۰                 |
| ۹  | برزیل      | ۱۱،۷۴۹،۰۰۰                 |
| ۱۰ | پاکستان    | ۱۰،۸۰۳،۰۰۰                 |
| ۱۱ | کامبوج     | ۱۰،۶۴۷،۰۰۰                 |
| ۱۲ | آمریکا     | ۱۰،۱۷۰،۰۰۰                 |
| ۱۳ | ژاپن       | ۹،۷۲۷،۰۰۰                  |
| ۱۴ | نیجریه     | ۶،۸۰۹،۰۰۰                  |
| ۱۵ | کره جنوبی  | ۵،۱۹۵،۰۰۰                  |
| ۱۶ | نپال       | ۵،۱۵۲،۰۰۰                  |
| ۱۷ | مصر        | ۴،۹۰۰،۰۰۰                  |
| ۱۸ | ماداگاسکار | ۴،۰۳۰،۰۰۰                  |
| ۱۹ | سریلانکا   | ۳،۹۳۰،۰۰۰                  |
| ۲۰ | لائوس      | ۳،۵۸۴،۰۰۰                  |
| ۲۱ | پرو        | ۳،۵۵۸،۰۰۰                  |
| ۲۲ | کلمبیا     | ۳،۳۲۳،۰۰۰                  |
| ۲۳ | مالی       | ۳،۱۶۷،۰۰۰                  |
| ۲۴ | تانزانیا   | ۳،۰۱۶،۰۰۰                  |
| ۲۵ | مالزی      | ۲،۷۱۸،۰۰۰                  |
| ۲۶ | گینه       | ۲،۳۳۹،۰۰۰                  |
| ۲۷ | ساحل عاج   | ۲،۱۰۹،۰۰۰                  |
| ۲۸ | کره شمالی  | ۲،۰۸۸،۰۰۰                  |
| ۲۹ | ایران      | ۱،۹۹۰،۰۰۰                  |
| ۳۰ | تایوان     | ۱،۹۴۹،۰۰۰                  |

## پرتقال
|    | کشور                  | میزان تولید به تن سال ۲۰۱۸ |
| -- | --------------------- | -------------------------- |
| ۱  | برزیل                 | ۱۶،۷۱۳،۰۰۰                 |
| ۲  | چین                   | ۹،۱۰۴،۰۰۰                  |
| ۳  | هند                   | ۸،۳۶۷،۰۰۰                  |
| ۴  | آمریکا                | ۴،۸۳۳،۰۰۰                  |
| ۵  | مکزیک                 | ۴،۷۳۸،۰۰۰                  |
| ۶  | اسپانیا               | ۳،۶۳۹،۰۰۰                  |
| ۷  | مصر                   | ۳،۲۴۶،۰۰۰                  |
| ۸  | اندونزی               | ۲،۵۱۰،۰۰۰                  |
| ۹  | ترکیه                 | ۱،۹۰۰،۰۰۰                  |
| ۱۰ | ایران                 | ۱،۸۸۹،۰۰۰                  |
| ۱۱ | آفریقای جنوبی         | ۱،۷۷۵،۰۰۰                  |
| ۱۲ | پاکستان               | ۱،۵۸۹،۰۰۰                  |
| ۱۳ | ایتالیا               | ۱،۵۲۲،۰۰۰                  |
| ۱۴ | الجزایر               | ۱،۱۳۴،۰۰۰                  |
| ۱۵ | مراکش                 | ۱،۰۱۹،۰۰۰                  |
| ۱۶ | آرژانتین              | ۱،۰۰۶،۰۰۰                  |
| ۱۷ | یونان                 | ۹۱۳،۰۰۰                    |
| ۱۸ | ویتنام                | ۸۵۲،۰۰۰                    |
| ۱۹ | غنا                   | ۷۵۳،۰۰۰                    |
| ۲۰ | سوریه                 | ۶۹۳،۰۰۰                    |
| ۲۱ | مالاوی                | ۵۲۳،۰۰۰                    |
| ۲۲ | تایلند                | ۵۱۶،۰۰۰                    |
| ۲۳ | پرو                   | ۵۰۲،۰۰۰                    |
| ۲۴ | استرالیا              | ۳۷۸،۰۰۰                    |
| ۲۵ | تانزانیا              | ۳۷۳،۰۰۰                    |
| ۲۶ | ونزوئلا               | ۳۶۳،۰۰۰                    |
| ۲۷ | پرتغال                | ۳۴۴،۰۰۰                    |
| ۲۸ | مالی                  | ۲۸۴،۰۰۰                    |
| ۲۹ | هندوراس               | ۲۶۱،۰۰۰                    |
| ۳۰ | کلمبیا                | ۲۴۳،۰۰۰                    |
| ۳۱ | کاستاریکا             | ۲۳۶،۰۰۰                    |
| ۳۲ | پاراگوئه              | ۲۲۳،۰۰۰                    |
| ۳۳ | بولیوی                | ۱۸۹،۰۰۰                    |
| ۳۴ | گواتمالا              | ۱۷۷،۰۰۰                    |
| ۳۵ | جمهوری دموکراتیک کنگو | ۱۶۸،۰۰۰                    |
| ۳۶ | سودان                 | ۱۶۱،۰۰۰                    |
| ۳۷ | تونس                  | ۱۴۴،۰۰۰                    |
| ۳۸ | تایوان                | ۱۴۲،۰۰۰                    |
| ۳۹ | دومنیکن               | ۱۳۶،۰۰۰                    |
| ۴۰ | لبنان                 | ۱۲۷،۰۰۰                    |
| ۴۱ | نیکاراگوئه            | ۱۱۸،۰۰۰                    |
| ۴۲ | شیلی                  | ۱۱۳،۰۰۰                    |
| ۴۳ | یمن                   | ۱۱۰،۰۰۰                    |
| ۴۴ | اروگوئه               | ۱۰۶،۰۰۰                    |
| ۴۵ | اکوادور               | ۱۰۳،۰۰۰                    |

## چای
|    | کشور                  | میزان تولید چای به تن سال ۲۰۱۸ |
| -- | --------------------- | ------------------------------ |
| ۱  | چین                   | ۲٬۶۲۵٬۰۰۰                      |
| ۲  | هند                   | ۱٬۳۴۴٬۰۰۰                      |
| ۳  | کنیا                  | ۴۹۳٬۰۰۰                        |
| ۴  | سریلانکا              | ۳۰۳٬۰۰۰                        |
| ۵  | ویتنام                | ۲۷۰٬۰۰۰                        |
| ۶  | ترکیه                 | ۲۷۰٬۰۰۰                        |
| ۷  | اندونزی               | ۱۴۱٬۳۴۰                        |
| ۸  | ایران                 | ۱۰۹٬۳۵۰                        |
| ۹  | میانمار               | ۱۰۹٬۰۴۳                        |
| ۱۰ | ژاپن                  | ۸۳٬۰۵۲                         |
| ۱۱ | آرژانتین              | ۸۱٬۹۸۱                         |
| ۱۲ | بنگلادش               | ۷۸٬۱۵۰                         |
| ۱۳ | اوگاندا               | ۶۲٬۳۳۹                         |
| ۱۴ | بوروندی               | ۵۳٬۶۰۳                         |
| ۱۵ | تایلند                | ۵۰٬۶۱۰                         |
| ۱۶ | مالاوی                | ۴۹٬۰۴۱                         |
| ۱۷ | تانزانیا              | ۳۶٬۸۵۴                         |
| ۱۸ | موزامبیک              | ۳۲٬۹۲۱                         |
| ۱۹ | رواندا                | ۳۱٬۰۶۸                         |
| ۲۰ | زیمبابوه              | ۲۶٬۲۹۳                         |
| ۲۱ | نپال                  | ۲۴٬۸۰۳                         |
| ۲۲ | تایوان                | ۱۴٬۷۳۸                         |
| ۲۳ | مالزی                 | ۱۰٬۸۶۹                         |
| ۲۴ | اتیوپی                | ۱۰٬۳۸۸                         |
| ۲۵ | لائوس                 | ۸٬۰۵۵                          |
| ۲۶ | کامرون                | ۵٬۷۷۹                          |
| ۲۷ | پاپوا گینه نو         | ۵٬۵۸۹                          |
| ۲۸ | جمهوری دموکراتیک کنگو | ۳٬۶۹۶                          |
| ۲۹ | کره جنوبی             | ۲٬۷۱۲                          |

## چغندر قند
|    | کشور       | میزان تولید به تن سال ۲۰۱۸ |
| -- | ---------- | -------------------------- |
| ۱  | روسیه      | ۴۲،۰۶۶،۰۰۰                 |
| ۲  | فرانسه     | ۳۹،۵۸۰،۰۰۰                 |
| ۳  | آمریکا     | ۳۰،۰۶۸،۰۰۰                 |
| ۴  | آلمان      | ۲۶،۱۹۱،۰۰۰                 |
| ۵  | ترکیه      | ۱۸،۹۰۰،۰۰۰                 |
| ۶  | لهستان     | ۱۴،۳۰۳،۰۰۰                 |
| ۷  | اوکراین    | ۱۳،۹۶۷،۰۰۰                 |
| ۸  | چین        | ۱۲،۰۷۷،۰۰۰                 |
| ۹  | مصر        | ۱۱،۲۲۲،۰۰۰                 |
| ۱۰ | انگلستان   | ۷،۶۲۰،۰۰۰                  |
| ۱۱ | هلند       | ۶،۵۰۸،۰۰۰                  |
| ۱۲ | بلژیک      | ۵،۱۹۲،۰۰۰                  |
| ۱۳ | ایران      | ۴،۹۰۱،۰۰۰                  |
| ۱۴ | روسیه سفید | ۴،۸۰۶،۰۰۰                  |
| ۱۵ | جمهوری چک  | ۳،۷۲۴،۰۰۰                  |
| ۱۶ | مراکش      | ۳،۷۱۰،۰۰۰                  |
| ۱۷ | ژاپن       | ۳،۶۱۱،۰۰۰                  |
| ۱۸ | اسپانیا    | ۲،۸۷۱،۰۰۰                  |
| ۱۹ | شیلی       | ۲،۳۷۴،۰۰۰                  |
| ۲۰ | صربستان    | ۲،۳۲۵،۰۰۰                  |
| ۲۱ | اتریش      | ۲،۱۵۰،۰۰۰                  |
| ۲۲ | دانمارک    | ۲،۱۰۷،۰۰۰                  |
| ۲۳ | ایتالیا    | ۱،۹۴۱،۰۰۰                  |
| ۲۴ | سوئد       | ۱،۶۹۸،۰۰۰                  |
| ۲۵ | سوئیس      | ۱،۶۲۵،۰۰۰                  |
| ۲۶ | اسلواکی    | ۱،۳۱۲،۰۰۰                  |

## گندم
|    | کشور      | میزان تولید به تن سال ۲۰۱۸ |
| -- | --------- | -------------------------- |
| ۱  | چین       | ۱۳۱،۰۰۰،۰۰۰                |
| ۲  | هند       | ۹۹،۷۰۰،۰۰۰                 |
| ۳  | روسیه     | ۷۲،۱۳۶،۰۰۰                 |
| ۴  | آمریکا    | ۵۱،۲۸۶،۰۰۰                 |
| ۵  | فرانسه    | ۳۵،۷۹۸،۰۰۰                 |
| ۶  | کانادا    | ۳۱،۷۶۹،۰۰۰                 |
| ۷  | پاکستان   | ۲۵،۰۷۶،۰۰۰                 |
| ۸  | اوکراین   | ۲۴،۶۵۲،۰۰۰                 |
| ۹  | استرالیا  | ۲۰،۹۴۱،۰۰۰                 |
| ۱۰ | آلمان     | ۲۰،۲۶۳،۰۰۰                 |
| ۱۱ | ترکیه     | ۲۰،۰۰۰،۰۰۰                 |
| ۱۲ | آرژانتین  | ۱۸،۵۱۸،۰۰۰                 |
| ۱۳ | ایران     | ۱۴،۵۰۰،۰۰۰                 |
| ۱۴ | قزاقستان  | ۱۳،۹۴۴،۰۰۰                 |
| ۱۵ | انگلستان  | ۱۳،۵۵۵،۰۰۰                 |
| ۱۶ | رومانی    | ۱۰،۱۴۳،۰۰۰                 |
| ۱۷ | لهستان    | ۹،۸۲۰،۰۰۰                  |
| ۱۸ | مصر       | ۸،۸۰۰،۰۰۰                  |
| ۱۹ | اسپانیا   | ۷،۹۹۰،۰۰۰                  |
| ۲۰ | مراکش     | ۷،۳۲۰،۰۰۰                  |
| ۲۱ | ایتالیا   | ۶،۹۳۲،۰۰۰                  |
| ۲۲ | بلغارستان | ۵،۸۳۲،۰۰۰                  |
| ۲۳ | برزیل     | ۵،۴۱۸،۰۰۰                  |
| ۲۴ | ازبکستان  | ۵،۴۱۰،۰۰۰                  |
| ۲۵ | مجارستان  | ۵،۲۴۵،۰۰۰                  |
| ۲۶ | جمهوری چک | ۴،۴۱۷،۰۰۰                  |
| ۲۷ | اتیوپی    | ۴،۲۳۸،۰۰۰                  |
| ۲۸ | الجزایر   | ۳،۹۸۱،۰۰۰                  |
| ۲۹ | افغانستان | ۳،۶۱۳،۰۰۰                  |
| ۳۰ | عراق      | ۳،۲۱۱،۰۰۰                  |

## موز
| ردیف | کشور      | میزان تولید به تن در سال ۲۰۱۸ |
| ---- | --------- | ----------------------------- |
| ۱    | هند       | ۳۰،۸۰۸،۰۰۰                    |
| ۲    | چین       | ۱۱،۵۷۷،۰۰۰                    |
| ۳    | اندونزی   | ۷،۲۶۴،۰۰۰                     |
| ۴    | برزیل     | ۶،۷۵۲،۰۰۰                     |
| ۵    | اکوادور   | ۶،۵۰۵،۰۰۰                     |
| ۶    | فیلیپین   | ۶،۱۴۴،۰۰۰                     |
| ۷    | گواتمالا  | ۴،۰۲۶،۰۰۰                     |
| ۸    | کلمبیا    | ۳،۷۰۷،۰۰۰                     |
| ۹    | آنگولا    | ۳،۴۹۲،۰۰۰                     |
| ۱۰   | تانزانیا  | ۳،۴۶۹،۰۰۰                     |
| ۱۱   | کاستاریکا | ۲،۵۰۸،۰۰۰                     |
| ۱۲   | مکزیک     | ۲،۳۵۴،۰۰۰                     |
| ۱۳   | ویتنام    | ۲،۰۸۷،۰۰۰                     |
| ۱۴   | رواندا    | ۱،۷۳۹،۰۰۰                     |
| ۱۵   | بوروندی   | ۱،۶۵۴،۰۰۰                     |
| ۱۶   | کنیا      | ۱،۴۱۴،۰۰۰                     |
| ۱۷   | مصر       | ۱،۳۸۸،۰۰۰                     |
| ۱۸   | گینه نو   | ۱،۳۸۳،۰۰۰                     |
| ۱۹   | کامرون    | ۱،۲۰۳،۰۰۰                     |
| ۲۰   | دومنیکن   | ۱،۱۷۵،۰۰۰                     |

## نیشکر
|    | کشور          | میزان تولید به تن سال ۲۰۱۸ |
| -- | ------------- | -------------------------- |
| ۱  | برزیل         | ۷۴۶،۰۰۰،۰۰۰                |
| ۲  | هند           | ۳۷۶،۰۰۰،۰۰۰                |
| ۳  | چین           | ۱۰۸،۰۰۰،۰۰۰                |
| ۴  | تایلند        | ۱۰۴،۰۰۰،۰۰۰                |
| ۵  | پاکستان       | ۶۷،۱۷۴،۰۰۰                 |
| ۶  | مکزیک         | ۵۶،۸۴۱،۰۰۰                 |
| ۷  | کلمبیا        | ۳۶،۲۷۶،۰۰۰                 |
| ۸  | گواتمالا      | ۳۵،۵۶۸،۰۰۰                 |
| ۹  | استرالیا      | ۳۳،۵۰۶،۰۰۰                 |
| ۱۰ | آمریکا        | ۳۱،۳۳۶،۰۰۰                 |
| ۱۱ | فیلیپین       | ۲۴،۷۳۰،۰۰۰                 |
| ۱۲ | اندونزی       | ۲۱،۷۴۴،۰۰۰                 |
| ۱۳ | کوبا          | ۱۹،۶۴۸،۰۰۰                 |
| ۱۴ | آفریقای جنوبی | ۱۹،۳۰۱،۰۰۰                 |
| ۱۵ | آرژانتین      | ۱۹،۰۳۹،۰۰۰                 |
| ۱۶ | ویتنام        | ۱۷،۹۴۵،۰۰۰                 |
| ۱۷ | مصر           | ۱۵،۲۴۲،۰۰۰                 |
| ۱۸ | میانمار       | ۱۰،۶۵۹،۰۰۰                 |
| ۱۹ | پرو           | ۱۰،۳۳۶،۰۰۰                 |
| ۲۰ | بولیوی        | ۹،۶۱۶،۰۰۰                  |
| ۲۱ | ایران         | ۸،۱۱۴،۰۰۰                  |
| ۲۲ | اکوادور       | ۷،۵۰۲،۰۰۰                  |
| ۲۳ | نیکاراگوئه    | ۷،۲۲۴،۰۰۰                  |
| ۲۴ | السالوادور    | ۷،۰۴۶،۰۰۰                  |
| ۲۵ | پاراگوئه      | ۶،۱۶۰،۰۰۰                  |